# 알프스 물류
알프스 물류(일본어: 株式会社アルプス物流, Alps Logistics Co., Ltd.)는 일본의 다국적기업 알프스 전기 주식회사의 자회사이다.
현재는 한국법인으로 한국알프스물류주식회사를 설립하여, 서울에 본사를 두고 인천, 오산, 광주, 부산에 각각의 영업소를 두고 있다.